# آر.جی. واترز
آر. جی. واترز (انگلیسی: R. J. Waters; ۲۴ سپتامبر ۱۸۵۶ – ۵ نوامبر ۱۹۳۷) یک عکاس تجاری آمریکایی در کالیفرنیا و نوادا بود.

## اوایل زندگی
رپر جیمز واترز در ۲۴ سپتامبر ۱۸۵۶ در ساکرامنتو، کالیفرنیا به دنیا آمد. پدرش جورج گیلبرت واترز (۱۸۲۲-) و مادرش لیدیا مری میلنر (۱۸۱۷–۱۸۸۱) نام داشت. او با آنا ام واترز ازدواج کرد و بین سال‌های ۱۸۹۲ و ۱۸۹۵ دو پسر داشتند.
در سال ۱۸۹۲، واترز یک استودیوی عکاسی تجاری در خیابان کالیفرنیا ۱۹۴۵، در سانفرانسیسکو به نام شرکت آر.جی. واترز افتتاح شد. عکس‌های واترز در موزه جی. پال گتی، موزه متروپولیتن هنر، کتابخانه کنگره، آرشیو آنلاین کالیفرنیا و کتابخانه دانشگاه نوادا در رینو نگهداری می‌شوند.
در کتابخانه کنگره دو عکاسی سراسرنمای او از سه سال پس از زلزله ۱۹۰۶ سانفرانسیسکو، نگهداری می‌شود.

## درگذشت
واترز در ۵ نوامبر ۱۹۳۷ در کمپ فرانسوی، شهرستان سن‌واکین، کالیفرنیا، در سن ۸۱ سالگی درگذشت. طبق گواهی فوت وزارت بهداشت عمومی کالیفرنیا، جسد واترز در ۸ نوامبر در خانه تشییع جنازه کاسا بونیتا در استوکتون، کالیفرنیا سوزانده شد.

## نگارخانه

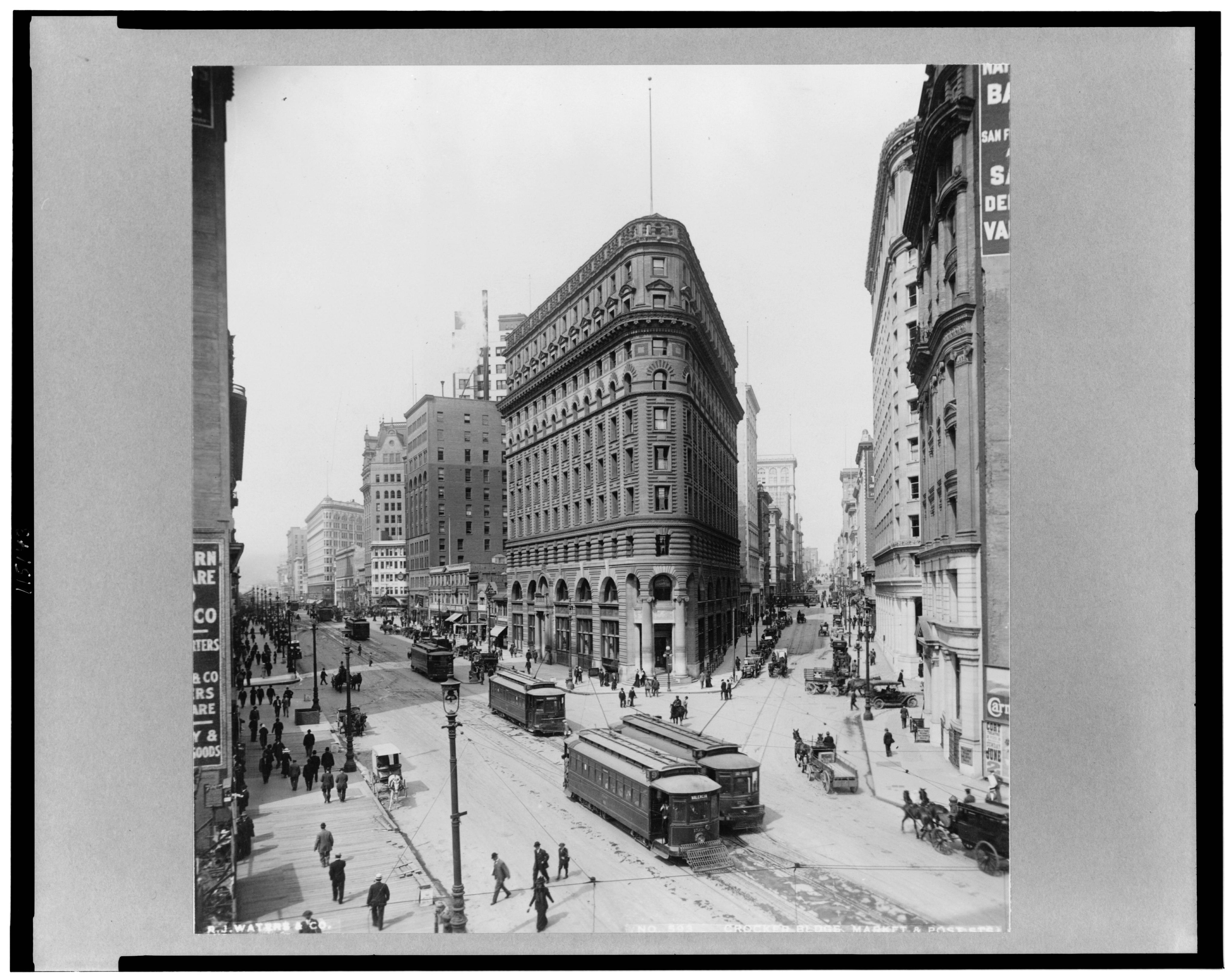
نمای ساختمان کراکر در سان فرانسیسکو (۱۹۱۲)
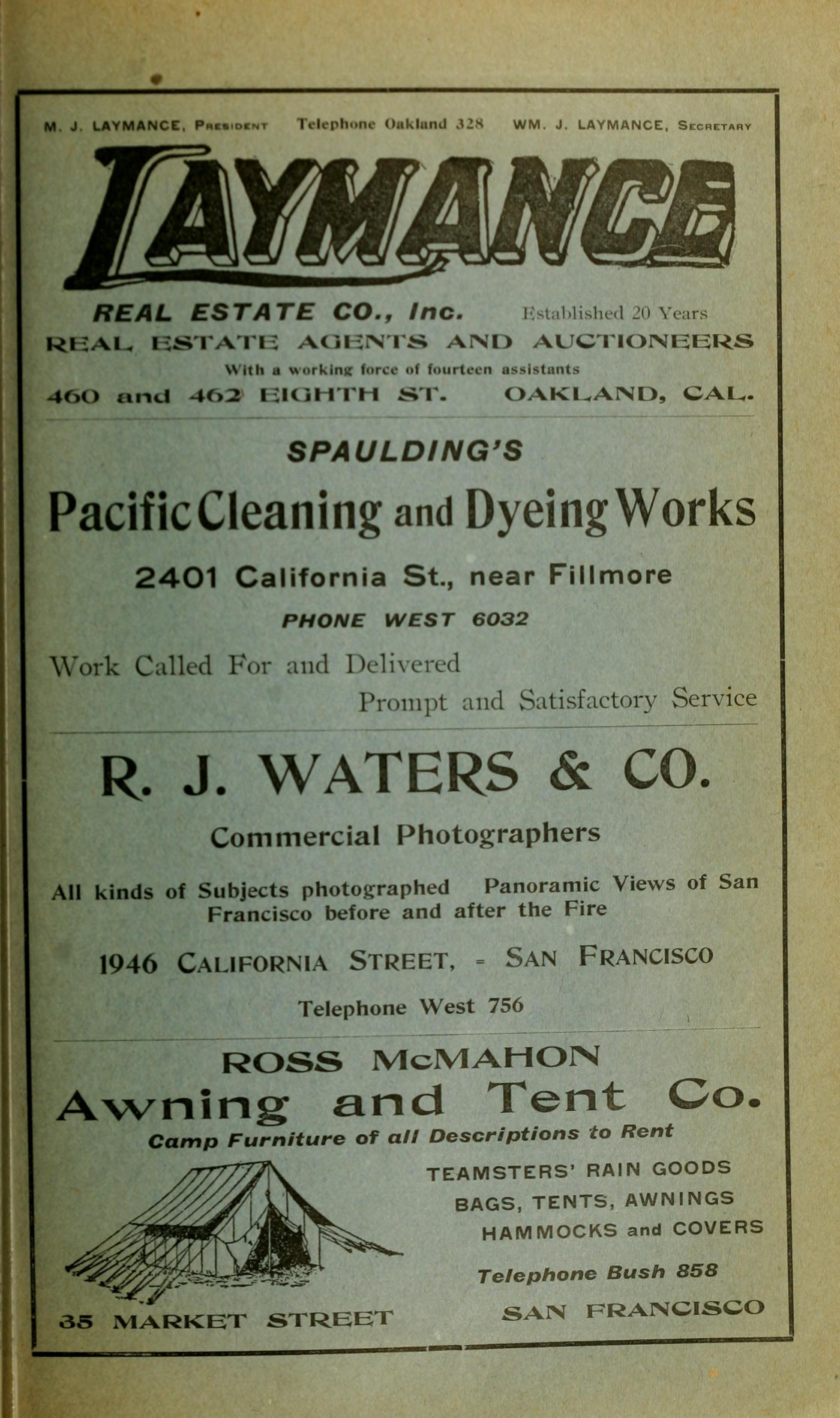
آگهی
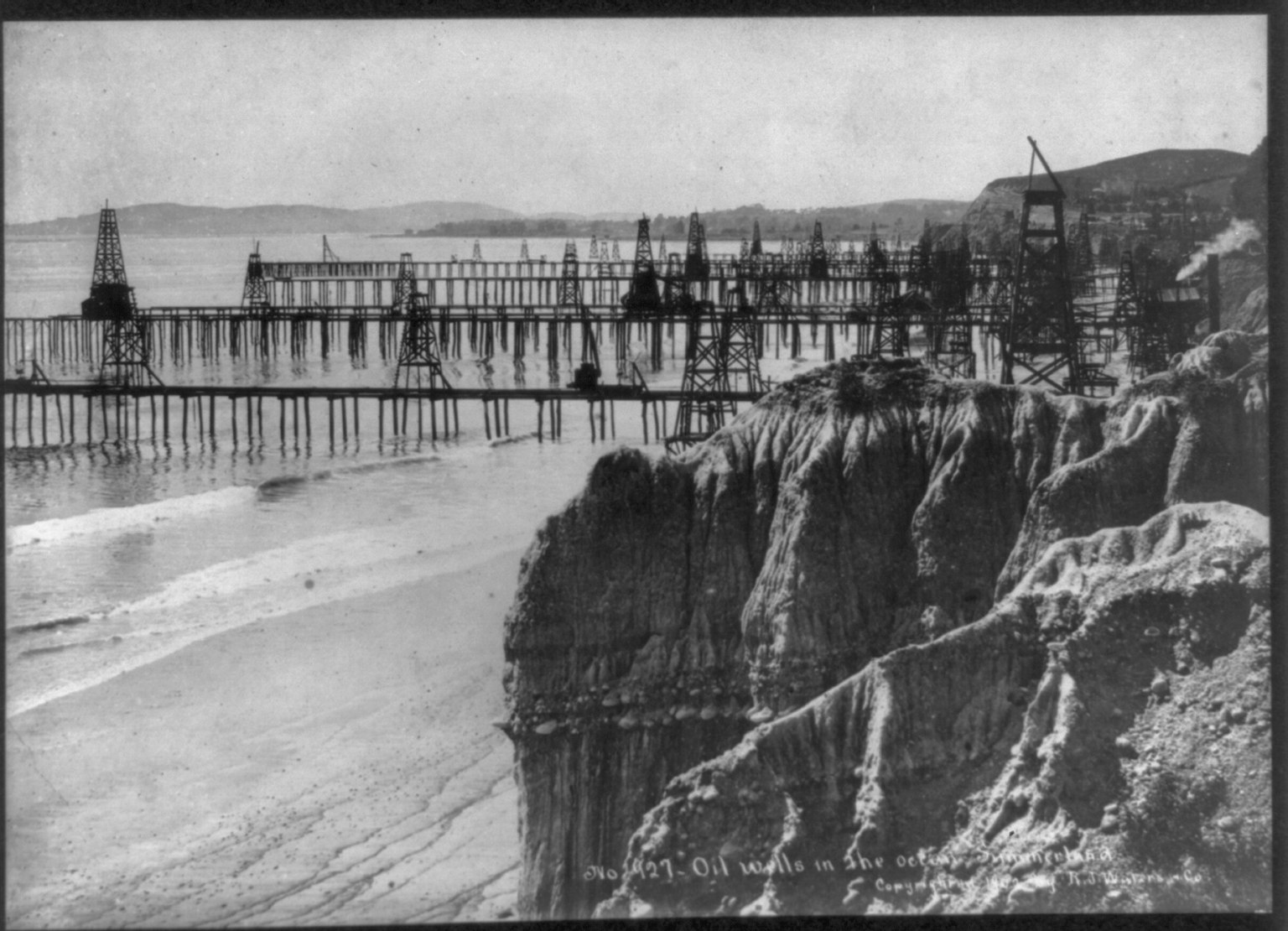
چاه‌های نفت ساحلی در سامرلند، کالیفرنیا (۱۹۰۲)
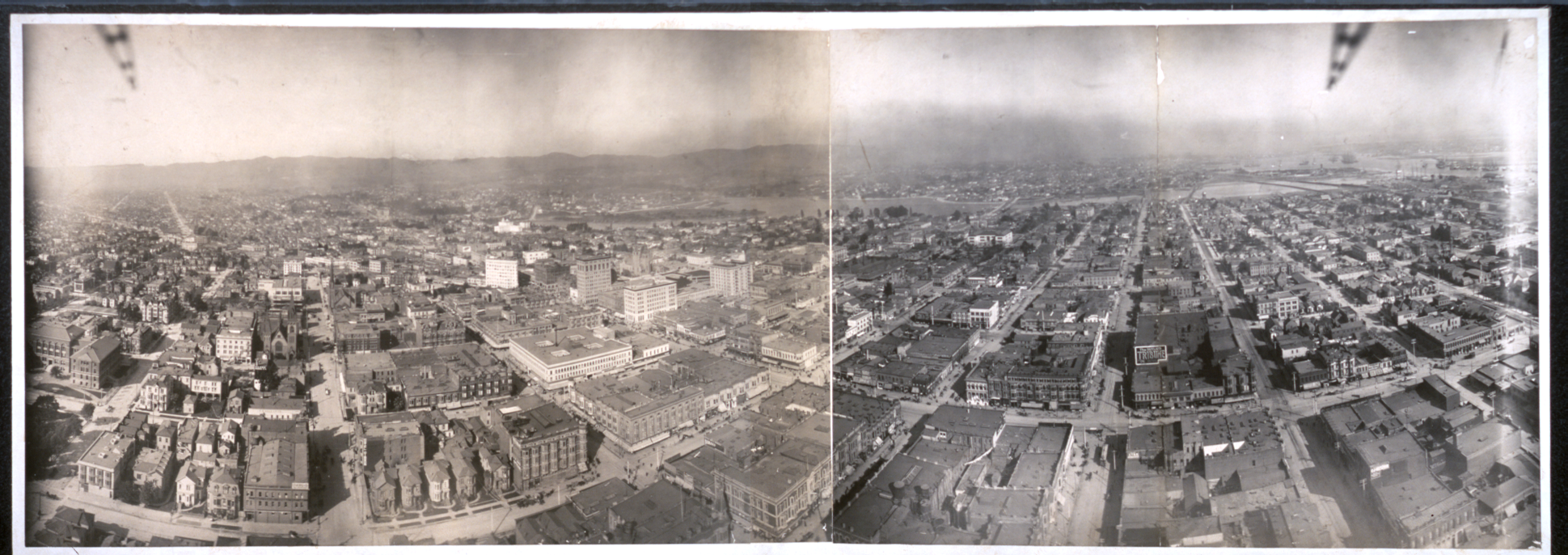
نمای هوایی ژلاتین چاپ نقره‌ای اوکلند از ارتفاع ۱۰۰۰ فوتی